# 1ПН93
1ПН93 «Малыш» — серия российских ночных прицелов, предназначенных для наблюдения за полем боя и ведения прицельной стрельбы в условиях плохой видимости. Серия разработана в 1990-х годах в ЦКБ «Точприбор», производитель ОАО «Новосибирский приборостроительный завод» (г. Новосибирск). Конструктивной особенностью приборов является модульная схема, которая позволила с минимумом затрат развернуть производство разного вида прицелов для широкой номенклатуры стрелкового оружия.

## Конструкция
В конструкции прицела предусмотрены шкалы боковых поправок, дальномерная сетка, механизмы выверки, регулировка яркости и автоматическая защита от засветки. Прицел монтируется на стандартное для российского стрелкового оружия крепление с боковой планкой.

## Варианты
- 1ПН93-1 для АК74Н, АК74М, АК101, АК102, АК105, АК107, АК108, АН-94, АС, ВСС;
- 1ПН93-2 для АК74Н, АК74М, АК101, АК102, АК105, АК107, АК108, АН-94, РПГ-7В;
- 1ПН93-3 для ПКМ и СВД;
- 1ПН93-4 для СВД и СВДС;

## Tактико-технические характеристики серии

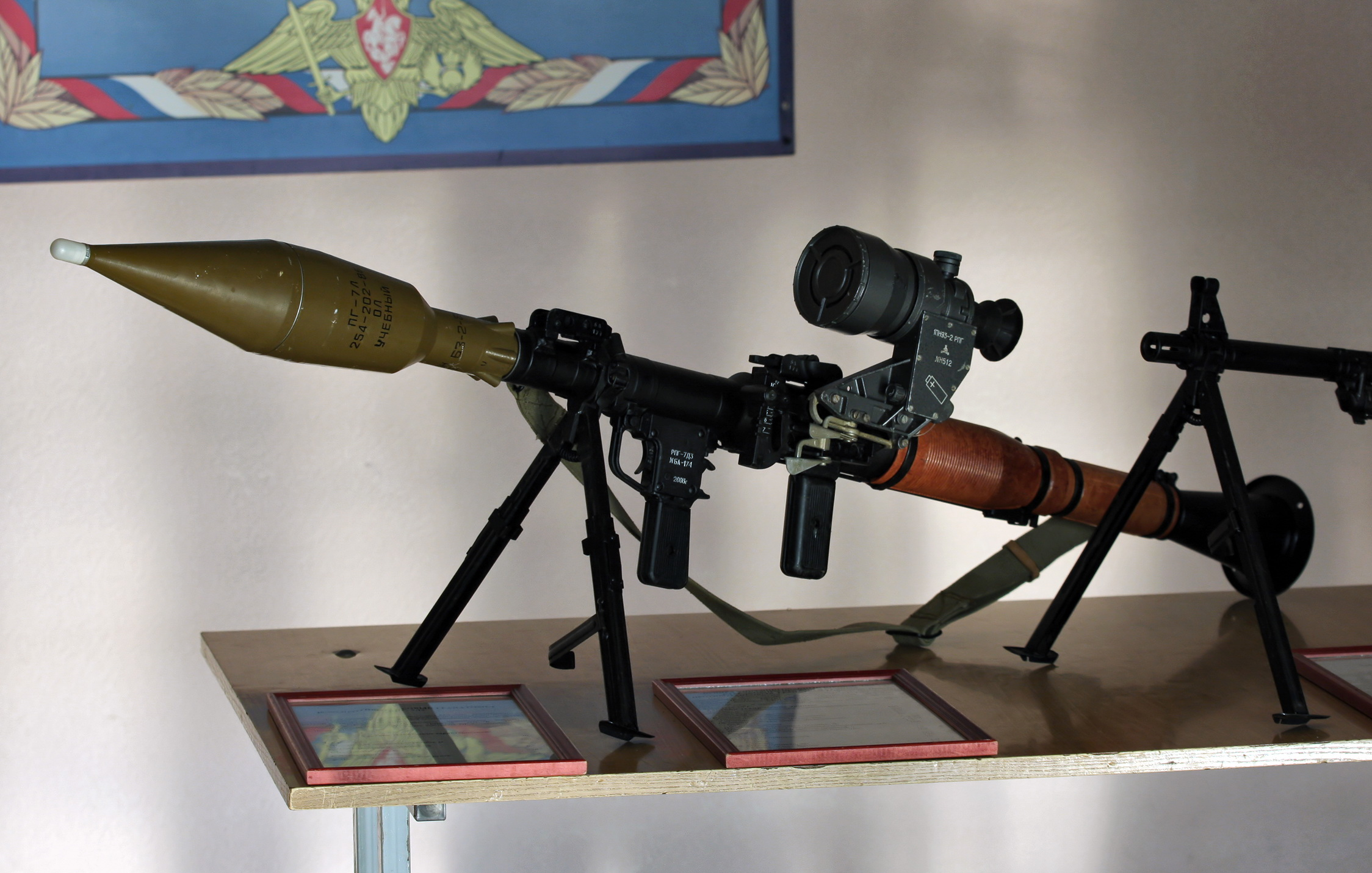
Десантный гранатомёт РПГ-7Д3 с ночным прицелом 1ПН93-2

| Тип прибора                | 1ПН93-1    | 1ПН93-2    | 1ПН93-3     | 1ПН93-4    |
| -------------------------- | ---------- | ---------- | ----------- | ---------- |
| Поколение ЭОП              | 2+         | 2+         | 2+          | 3          |
| Увеличение, крат           | 4          | 4          | 5           | 3,7        |
| Угол обзора, град          | 6          | 6,3        | 6           | 10         |
| Дальность распознавания, м | 350        | 400        | 500         | 600        |
| Удаление вых. зрачка, мм   | 50         | 50         | 50          | 50         |
| Напряжение питания, В      | 1,5        | 1,5        | 1,5         | 1,5        |
| Время работы, ч            | 10         | 10         | 10          | 10         |
| Габаритные размеры, мм     | 207×79×176 | 220×90×193 | 226×100×198 | 250×190×81 |
| Масса, кг                  | 1,0        | 1,2        | 1,5         | 1,3        |

Источник питания: стандартный элемент АА или аккумулятор НЛЦ-0,9
Температурный диапазон применения — -50°C / +50°C при влажности воздуха до 100%.